# 硬毛千果榄仁
硬毛千果榄仁（学名：Terminalia myriocarpa var. hirsuta）为使君子科诃子属千果榄仁的变种。分布在泰国以及中国大陆的云南等地，生长于海拔1,000米至1,280米的地区，一般生于山谷沟边，目前尚未由人工引种栽培。